# Athetis mindara
Athetis mindara là một loài bướm đêm trong họ Noctuidae.